# Coulanges-sur-Yonne
Coulanges-sur-Yonne är en kommun i departementet Yonne i regionen Bourgogne-Franche-Comté i norra Frankrike. Kommunen ligger i kantonen Coulanges-sur-Yonne som tillhör arrondissementet Auxerre. År 2022 hade Coulanges-sur-Yonne 506 invånare.

## Befolkningsutveckling
Antalet invånare i kommunen Coulanges-sur-Yonne
| Referens: INSEE |